# Radnai Péter
Radnai Péter, (Budapest, 1971. július 5. –) magyar újságíró, főszerkesztő, televíziós riporter, producer, dj.

## Életpályája

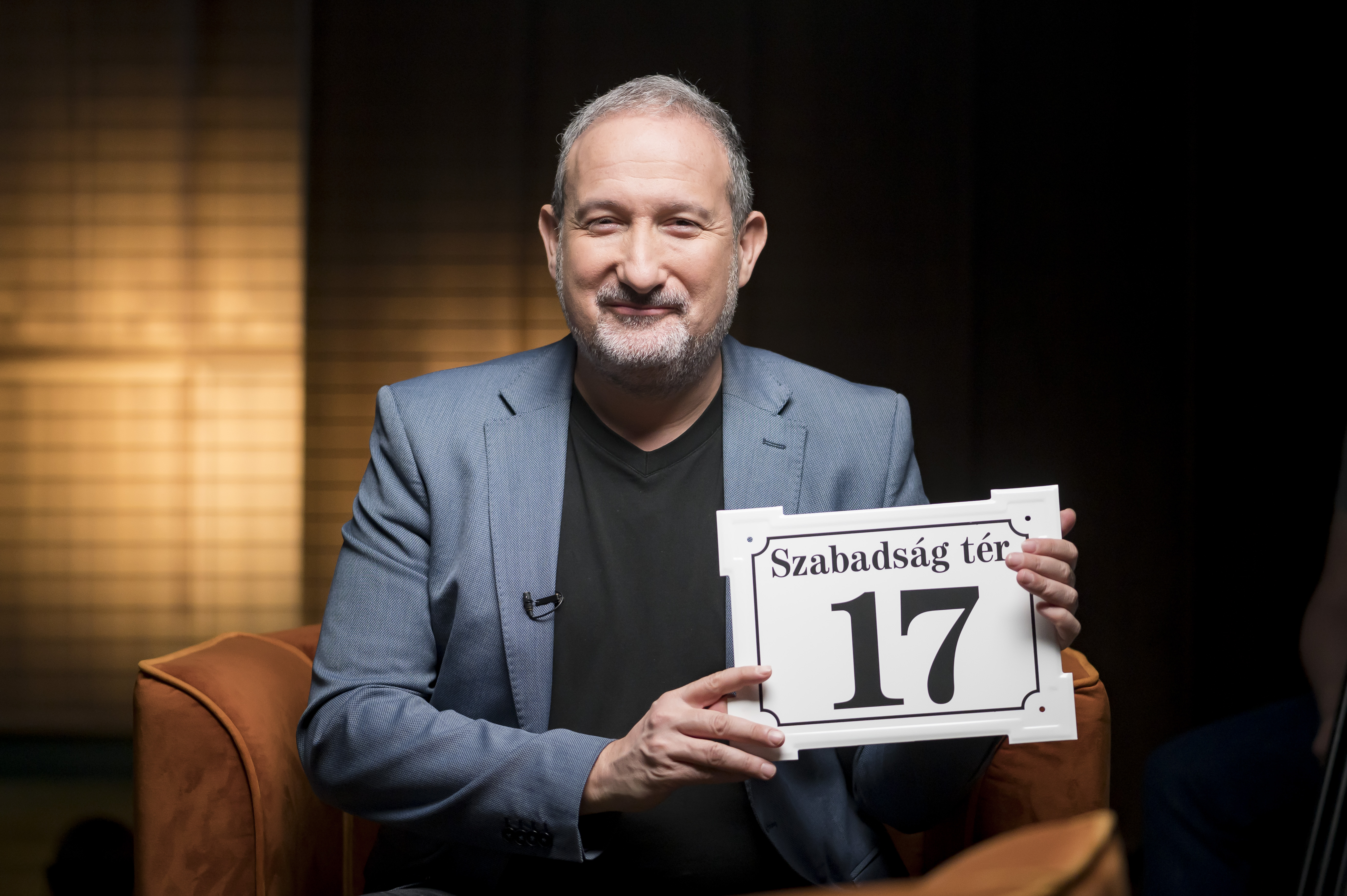
Radnai Péter az Első influenszerek c. műsorában

Radnai Péter 1989-ben érettségizett a budapesti Madách Imre Gimnáziumban. 1989-től 1993-ig a Moszkvai Nemzetközi Kapcsolatok Intézete, nemzetközi újságíró szakán tanult és végzett. 1990-ben, tizenkilenc éves korában jelentkezett a Magyar Televízióba, ahol a Híradó szerkesztőségében kezdett ismerkedni a televíziózással. 1995 és 1997 között a Magyar Televízió moszkvai tudósítójaként dolgozott. Később az RTL Klub és a TV2 munkatársaként tevékenykedett, majd hosszú évekig a Playboy főszerkesztője volt. Jelenleg az AMC International Central & Northern Europe kreatív producere.
A legújabb kiemelkedő munkája a jelenleg is futó YouTube sorozat, az Első influenszerek, amiben egykori mestereivel és a magyar televíziózás élő legendáival beszélget.
2009 óta DJ Radnai néven fesztiválok, városi napok, privát és céges rendezvények rendszeres fellépője mint dj.
2014 óta saját zenekara van Midlife Crisis néven, amellyel szintén rendszeresen lépnek fel nagyszabású rendezvényeken.

### Kronológia
2013– Chello, majd később AMC International CNE produkciós igazgatója, míg 2015-től kreatív igazgatója, 2020-tól kreatív producere.
2012 Ringier online videotartalmakért felelős televíziós produkciós vezetője.
2011 Chello és a Ringier külsős tanácsadója.
2004–2010 Playboy magyar kiadásának főszerkesztője.
2002–2004 TV2 Big Brother, Nagy Ő producere.
2000–2002 RTL Klub Reggeli, Delelő és Találkozások című műsorainak főszerkesztője.
1998–1999 RTL Klub, Frei Dosszié riportere.
1997–1999 Magyar Televízió Manőver című műsorának szerkesztő-műsorvezetője.
1995–1997 Magyar Televízió moszkvai tudósítója.
1990–1999 Magyar Televízió Híradó, Egyenleg, A Reggel, Budapesti Regionális Híradó, Objektív, Panoráma, Kormányváró című műsorok szerkesztő-riportere.

## Nemzetközi felkérések
- Mihail Gorbacsov 75. születésnapja alkalmából rendezett „A Peresztrojka 20 éve” című konferencia házigazdája Horvátországban (2006).
- Endemol International megbízásából a SBS International részére Prágában és Pozsonyban nemzetközi konzultáns (2005).
- Endemol International megbízásából a Big Brother című produkció orosz verziójának nemzetközi tanácsadója (2005).

## Díjak, elismerések

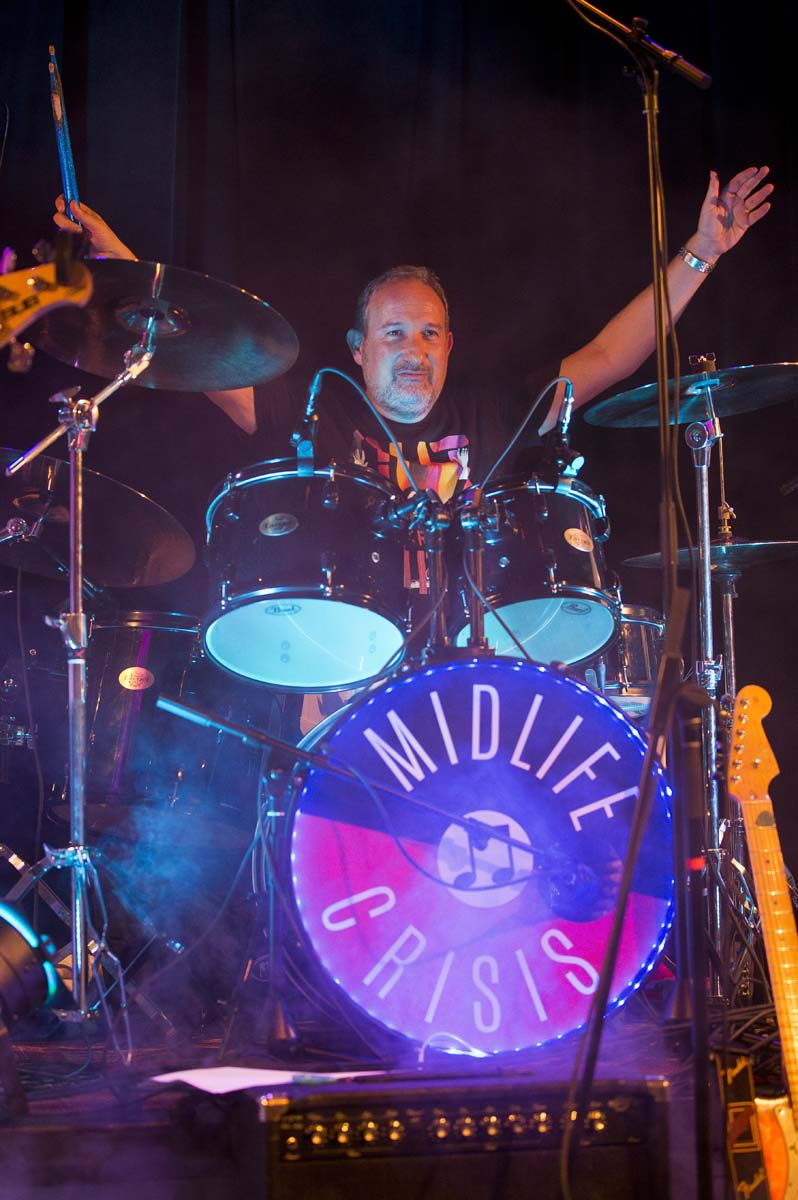
Radnai Péter a Midlife Crisis zenekarban

- A bosznia-hercegovinai Jahorina Filmfesztivál fődíját, az Arany Juhart nyerte el a Spektrum Volt egyszer egy Vadkelet – Emir Kusturicával című sorozata: a legjobb televízióra készített dokumentumfilm lett a nemzetközi mezőnyben. A sorozatot a Spektrum TV 2018-ban mutatta be Magyarországon, valamint Csehországban és Szlovákiában
- A Spektrum TV saját gyártású sorozata, a Tabukról Tabuk nélkül első évada fődíjas lett a Mexikói Nemzetközi Filmfesztiválon és a Jahorinai Nemzetközi Dokumentumfilm Fesztiválon is, de a legjobb dokumentumfilmek shortlistjére is felkerült Cannes-ban a Content Innovation Awards-on és a Swiss Mediterranean Filmfesztiválon. A második évad nyerte el az olaszországi Oniros Filmfesztivál fődíját a dokumentumfilmek kategóriájában (2018–2020).(2019).[7]
- Több éven keresztül Kamera Korrektúra díjat nyert el a Spektrum TV saját gyártású sorozata, a Brutális Fizika a kulturális, tudományos-ismeretterjesztő kategóriában (2013–2016).
- CNN International az „Év legjobb színes anyaga” díja a Moszkvában forgatott Lenin hasonmásról szóló riportért (1995).
- Egyenleg – a szerkesztőség kollektív Joseph Pulitzer emlékdíjban részesült (1993).

## Oktatói tevékenység
- 2000–2010 Médiatréningek magyar és multinacionális vállalatok részére.
- 2000: Az év tanára elismerés a Komlósi Oktatási Stúdióban.
- 1998–2002 Komlósi Oktatási Stúdió – televíziós műsorkészítés oktatása.

## Magánélete
Feleségeː Angelus Barbara, két gyermek édesapja.